# Камара, Мохамед (футболист, 1997)
Мохаме́д Мади́ Камара́ (фр. Mohamed Mady Camara; родился 28 февраля 1997 года, Матам, Гвинея) — гвинейский футболист, полузащитник клуба ПАОК и сборной Гвинеи.

## Клубная карьера
Камара — воспитанник гвинейских клубов «Калоум Стар» и «Сантоба». В мае 2015 года Мади съездил на просмотр во французский «Аяччо», а в 2016 году подписал с клубом полноценный контракт. 13 января 2017 года в матче против «Труа» он дебютировал в Лиге 2. 19 мая в поединке против «Тура» Мади забил свой первый гол за «Аяччо». Летом 2018 года Камара перешёл в греческий «Олимпиакос», подписав контракт на 5 лет. 28 августа в матче против «Левадиакоса» он дебютировал в греческой Суперлиге. 16 сентября в поединке против «Астераса» Мади забил свой первый гол за «Олимпиакос».

## Международная карьера
9 сентября 2018 года в отборочном матче Кубка Африки против сборной ЦАР Камара дебютировал за сборную Гвинеи.